# Villeneuve-sur-Lot

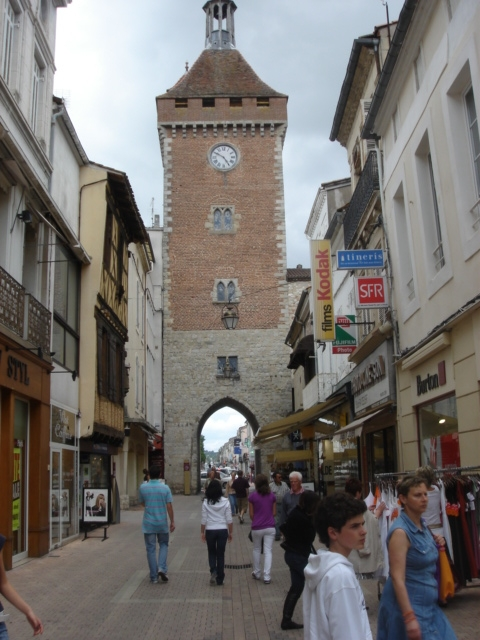
Stadttor in Villeneuve

Villeneuve-sur-Lot [vilnœv syr lɔt] (okz. Vilanuèva d’Olt) ist eine französische Stadt in der Region Nouvelle-Aquitaine und mit 22.004 Einwohnern (Stand 1. Januar 2022) nach Agen die zweitgrößte Stadt im Département Lot-et-Garonne. Zugleich gilt sie heute auch als die größte mittelalterliche Bastide in Südfrankreich.

## Geografie
Villeneuve-sur-Lot liegt am Unterlauf des Flusses Lot. Knapp oberhalb der Stadt wurde Ende der 1990er-Jahre eine neue Wehranlage mit einer Stauhöhe von 13 Metern errichtet, wodurch sich oberhalb des Wehres ein großer Stausee gebildet hat, der von den anliegenden Gemeinden für den Wassertourismus genutzt wird. Da die Berufsschifffahrt auf dem Lot bereits eingestellt ist, wird das Revier vor allem von Sport- und Hausboot-Fahrern genutzt.

## Geschichte
- Die ursprüngliche Besiedlung der Gegend geht auf die Römer zurück, die in der Nähe ein Lager mit dem Namen Excisum errichtet hatten.
- Im 5. Jahrhundert wurde das Kloster Eysses gegründet, das im 11. Jahrhundert von den Benediktinern (Cluniazenserorden) übernommen wurde. Der Orden betrieb das Kloster mit einigen Unterbrechungen bis 1789.[1]
- Erst zwischen 1254 und 1263 wurde die Bastide Villeneuve-sur-Lot im Auftrag von Alfons von Poitiers, dem Bruder von Ludwig, dem Heiligen, erbaut und mit einer Charta der Privilegien versehen, die in 46 Artikeln das soziale, strafrechtliche und wirtschaftliche Leben der Stadt definiert. Der Bauplan war identisch mit allen Bastiden im Südwesten Frankreichs: ein rechtwinkliger, um einen zentralen Platz organisierter Grundriss. Die Besonderheit von Villeneuve lag in seiner beherrschenden Lage am Durchfluss des Lot.
- Diese privilegierte Lage ermöglichte Villeneuve-sur-Lot eine strategische Rolle bei allen kriegerischen Auseinandersetzungen der Region:
  - während des Hundertjährigen Krieges,
  - bei den Hugenottenkriegen,
  - beim Aufstand Fronde der Prinzen.
 In diesem Bürgerkrieg, der Frankreich zerriss, ergriff Villeneuve Partei gegen Mazarin. Die Stadt wurde belagert und kapitulierte als eine der letzten im Jahre 1653. Diese Niederlage bedeutete den Verlust von Stadtmauern und Gräben.

### Haftanstalt Eysses
In der Folge der Französischen Revolution wurde das Kloster Eysses am 2. November 1789 beschlagnahmt und in eine Schule für Wissenschaft und Kunst umgewandelt. Diese Phase währte jedoch nur vier Jahre, denn am 3. September 1803 folgte die Umwandlung der ehemaligen Benediktinerabtei in eine zentrale Haftanstalt, die 1809 eröffnet wurde. Als solche existiert sie bis heute. (Lage)

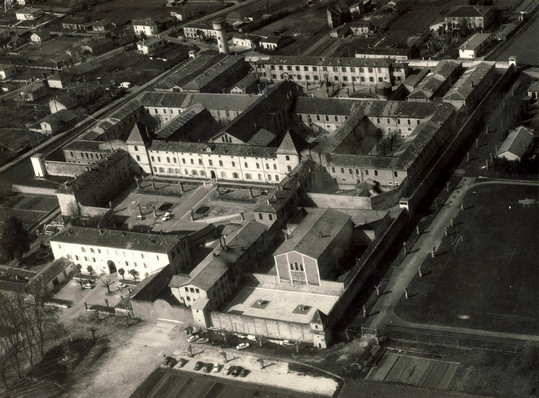
Luftaufnahme aus dem Jahr 1960 des Gefängnisses Eysses

Die Haftanstalt Eysses hatte im Laufe ihrer Geschichte unterschiedliche Bestimmungen. Vom April 1817 an war sie eine „zentrale Zwangs- und Besserungsanstalt“ («maisons centrales de force et de correction») für zu einer Zuchthausstrafe und Zwangsarbeit verurteilte Mädchen, Frauen und Männer. 1822 dann wurde Eysses ein Zentralgefängnis für Männer und schließlich vom Juni 1895 an eine Strafanstalt für jugendliche Straftäter. Eysses war „zu Beginn des 20. Jahrhunderts das, was man schamhaft als Besserungsanstalt bezeichnen würde. Die Lebenserwartung der inhaftierten Minderjährigen betrug in den meisten Fällen nicht mehr als ein oder zwei Jahre nach der Inhaftierung.“

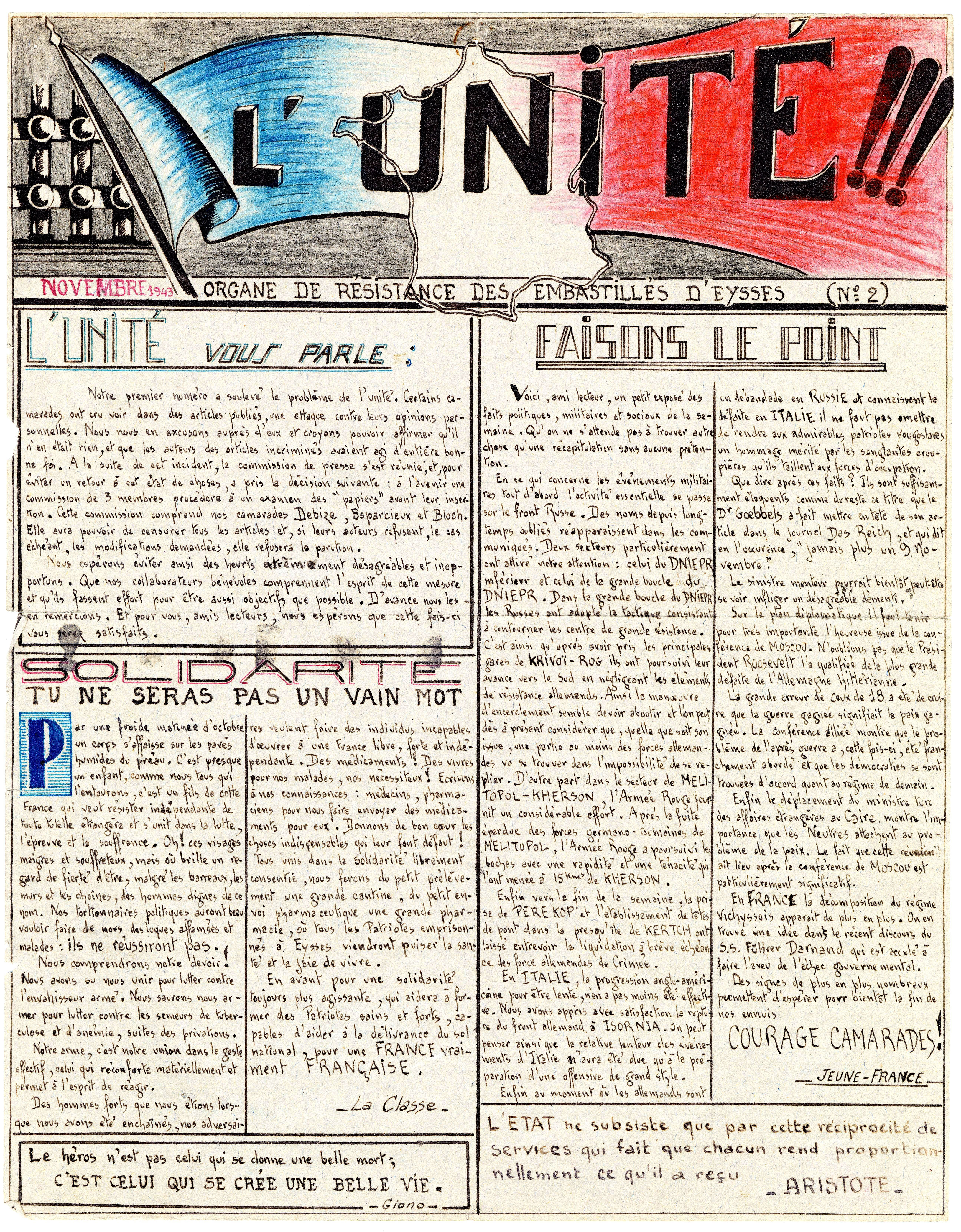
L'Unité, das Organ der in Eysses Eingesperrten Widerstandskämpfer

Seit 1940 war Eysses unter dem Vichy-Regime wieder eine zentrale Haftanstalt für Männer, bevor die Vichy-Behörden im Oktober 1943 beschlossen, hier alle politischen Häftlinge der südlichen Zone zusammenzulegen. Eysses wurde zum wichtigsten Gefängnis für französische Widerstandskämpfer, die zuvor „alle von den Sonderabteilungen der Südzone und vom Staatsgericht Lyon wegen kommunistischer, terroristischer, anarchistischer oder subversiver Machenschaften verurteilt“ worden waren.

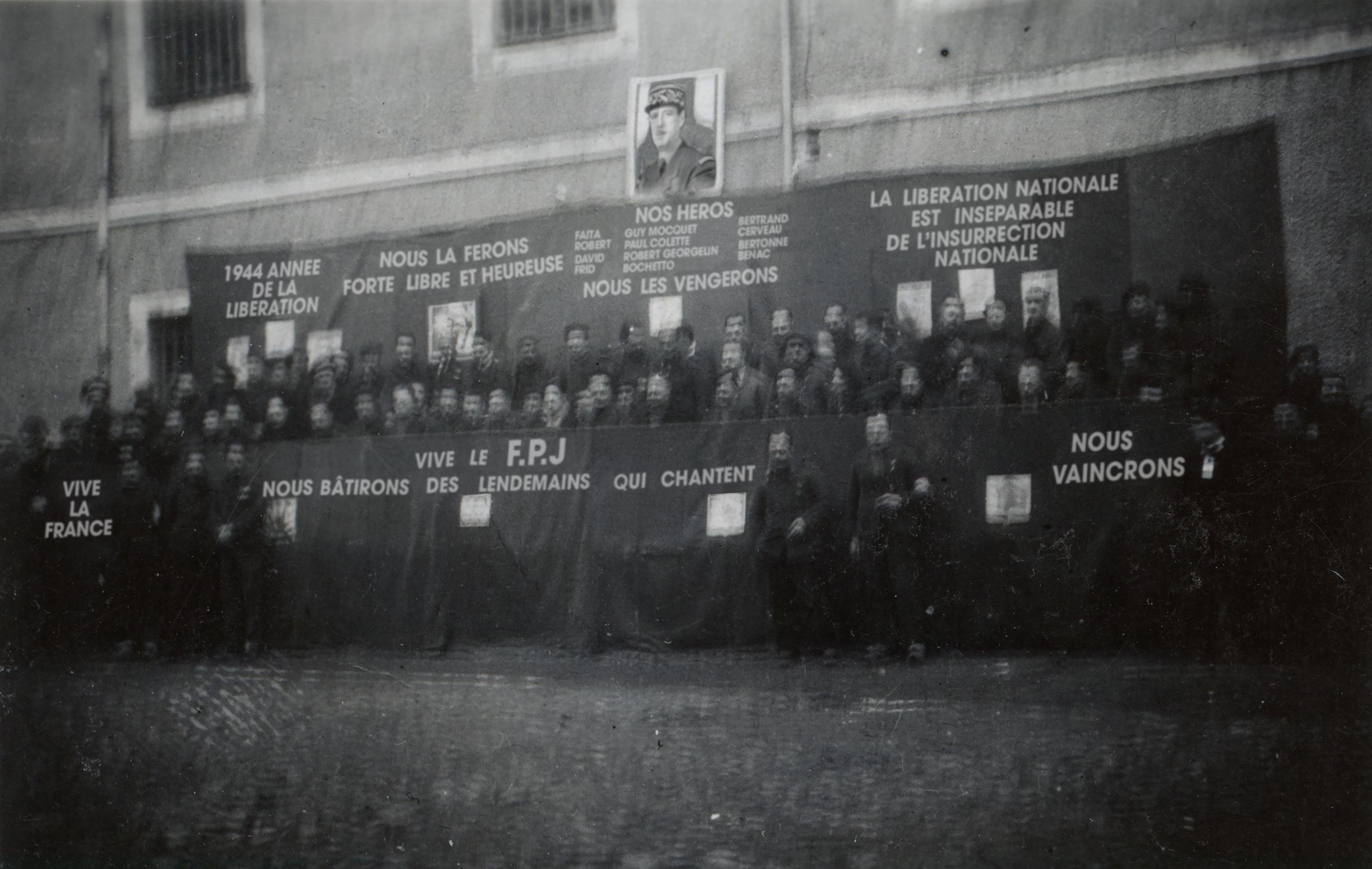
Widerstandskämpfer funktionierten am 16. Januar 1944 unter dem Porträt von General De Gaulle ein "Fest der Jugend" in Eyssesin in eine patriotische Demonstration um.

Die ersten nach hier verlegten Gefangenen waren wohl 150 Männer aus Nîmes. Ab Dezember 1943 kamen mehrere zusätzliche Transporte aus Paris und dem Norden an, darunter 100 Gefangene, die am 12. Februar 1944 aus dem Pariser Gefängnis La Santé nach Eysses verlegt wurden.

„Mit 1400 politischen Verurteilten, die in der Haftanstalt Eysses einsaßen, konzentrierten sich am 22. Mai 1944 70% aller in französischen Gefängnissen inhaftierten politischen Verurteilten auf Eysses. In einem Kollektiv vereint, entwickelten diese Männer innerhalb des Gefängnisses eine ausgefeilte Widerstandsorganisation. Einzigartig in der Geschichte des Strafvollzugs bildeten sie ein geheimes F.F.I.-Bataillon, einen Block, eine Union, die der Gefängnisverwaltung Verbesserungen der Lebensbedingungen abtrotzte: das Recht zu unterrichten (so erteilte der Häftling Georges Charpak Physikunterricht), das Recht, sich in den Höfen frei zu bewegen usw. Es wurden sogar Zeitungen verfasst: "Le Patriote enchaîné", "L'unité" (Die Einheit). All diese Aktivitäten waren auf ein Ziel ausgerichtet: die Vorbereitung einer kollektiven Flucht, die es ermöglicht hätte, 1200 zusätzliche Männer in den Kampf zu schicken.“

Zur Vorgeschichte des erwähnten F.F.I.-Bataillons gehört eine erste Gefangenrevolte in der Zeit vom 9. bis 11. Dezember 1943, die als die Les Trois Glorieuses (die drei Glorreichen; gemeint waren die drei glorreichen Tage) in die Geschichte der Résistance einging. Zwischen dem 23. Oktober und dem 27. November 1943 verlegte das Vichy-Regime 168 Verwaltungsinternierte, sogenannte „Irreduzible“ (Unbeugsame), nach Eysses – unter anderem auch aus dem Camp de Saint-Paul-d'Eyjeaux in Saint-Paul (Haute-Vienne). Die Neuankömmlinge sollten von hier aus am 8. Dezember 1943 in die Nordzone verlegt werden, in das von den Deutschen besetzte Gebiet.
Am Tag der geplanten Abreise weigerten sich die Internierten, in die Nordzone gefahren zu werden. Unterstützung erhielten sie auch außerhalb des Gefängnisses, da mit dem Widerstand sympathisierende Eisenbahner die Bereitstellung der für den Transport erforderlichen Waggons sabotierten. Der Abtransport unterblieb, und die zur Verlegung vorgesehenen Internierten blieben in Eysses. An den beiden folgenden Tagen gab es erneute Versuche seitens der Behörden, die Abschiebung auch mit Gewalt durchzusetzen. Die Gendarmen und paramilitärischen Polizeieinheiten des Vichy-Regimes waren jedoch „machtlos gegen militärisch vorbereitete, aber unbewaffnete Männer, die in Kolonnen zu viert vorrücken und die Marseillaise singen“. Der Aufstand vom 9., 10. und 11. Dezember 1943, an dem sich 1.450 Gefangene beteiligten, endete mit einem totalen Sieg und gilt als Gründungsereignis des Eysses-Bataillons. Ein Teil der Verwaltungsinternierten wurde am 13. Dezember 1943 zunächst in das Camp de Carrère verlegt und am 22. Dezember dann in die Zitadelle von Sisteron. Sie entgingen damit der Auslieferung an die Deutschen und bildeten später eine Einheit, die an den Kämpfen zur Befreiung Frankreichs teilnahm.
Am 4. Januar 1944 gelang 54 Häftlinge die gemeinsame Flucht aus Eysses; sie schlossen sich der Résistance an. Dies besiegelte auch das Schicksal des bisherigen Gefängnisdirektors, dem das Vichy-Innenministerium die Mitschuld für die Vorkommnisse der letzten Wochen anlastete und ihn abberief.
Am 19. Februar 1944 war Eysses dann „Schauplatz des ehrgeizigsten kollektiven Fluchtversuchs […], der jemals in einem Gefängnis unternommen wurde“. 1.200 durch ihre Vorerfahrungen (Eysses-Bataillon) militärisch organisierten Häftlinge übernahmen die Kontrolle über das Gefängnis:Abschnitt 22, der neue Gefängnisdirektor und ein Inspektor der Gefängnisverwaltung wurden von den Häftlingen als Geiseln genommen. Durch eine Verkettung unglücklicher Umstände gelang es den Gefangenen aber nicht, alle Wachleute zu überwältigen, und es kam zu Feuergefechten. Gegen 21 Uhr umstellten deutsche Besatzungstruppen aus Agen, ausgerüstet mit Artilleriegeschützen, das Gefängnis, Verhandlungen zwischen den Aufständischen und der Präfektur begannen.

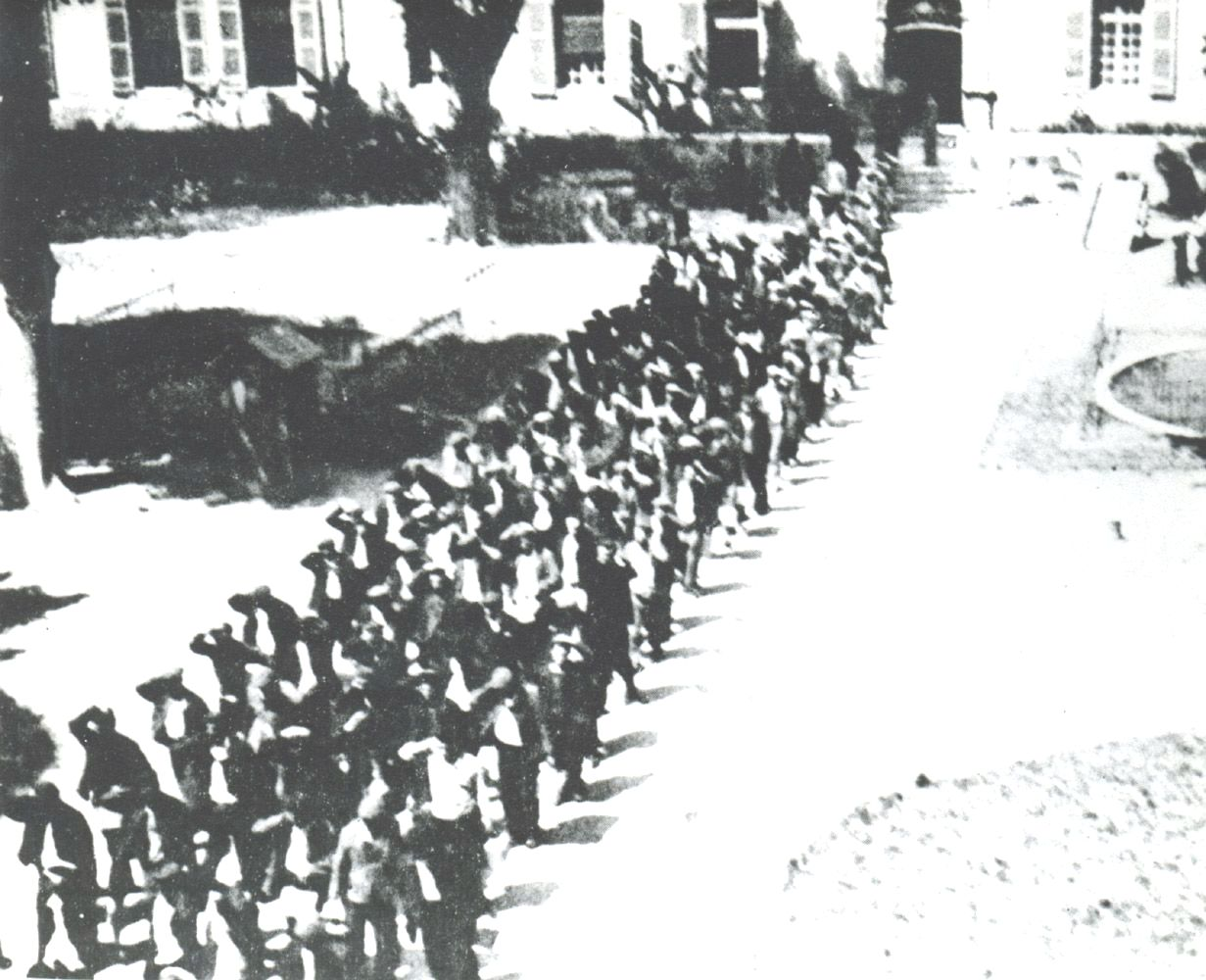
Auslieferung der 1200 politischen Häftlinge aus der Zentrale von Eysses an die SS-Division Das Reich auf Beschluss der Vichy-Regierung

Gegen drei Uhr in der Nacht stellte der deutsche Befehlshaber den Aufständischen das Ultimatum, sich innerhalb einer Viertelstunde bedingungslos zu ergeben; weitere Verhandlungen wurden abgelehnt. Nach Diskussion im Lenkungsausschuss der Gefangenen und dem Versprechen des Gefängnisdirektors, dass es keine Repressalien geben würde, fiel die Entscheidung zur Aufgabe des Kampfes. Gegen vier Uhr morgens erfolgte die Kapitulation.

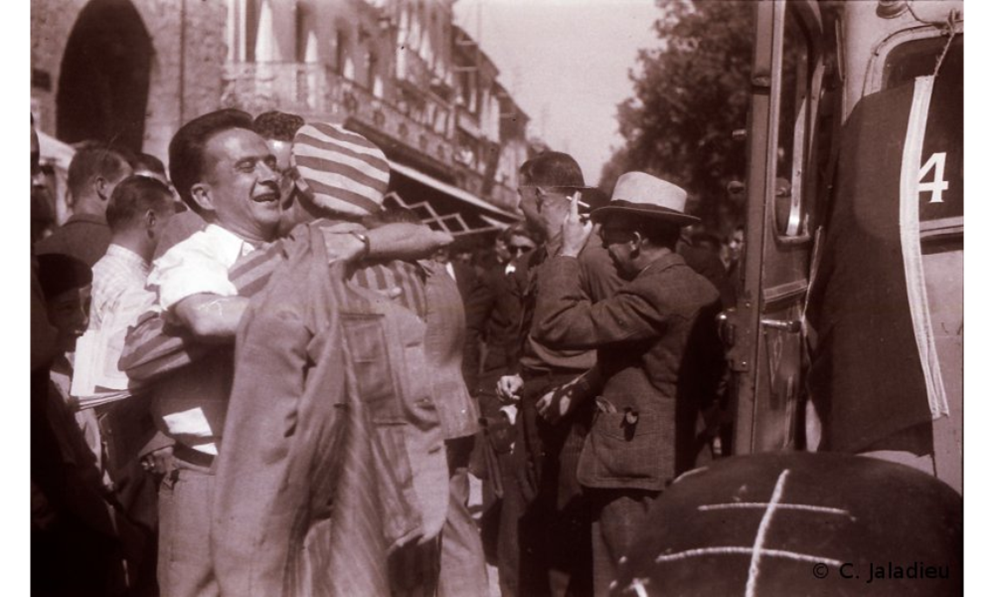
Treffen der Ehemaligen von Eysses in Villeneuve am 4./5. August 1945

Das Vichy-Regime ging entgegen dem abgegebenen Versprechen des Gefängnisdirektors mit brutaler Härte gegen die Widerstandskämpfer vor. In den Tagen nach dem Aufstand verurteilt ein Kriegsgericht 12 Häftlinge zum Tode. Sie wurden am Morgen des 23. Februar 1944 hingerichtet. Am 30. Mai 1944 – nur wenige Tage vor dem Massaker von Oradour – drangen Angehörige der SS-Division Das Reich in das Gefängnis von Eysses ein und brachten 1.200 Häftlinge zum Bahnhof von Penne d'Agenais, von wo aus sie nach Compiègne ins Transit- und Internierungslager Royallieu verbracht wurden. Von dort aus erfolgte Ende Juni 1944 ihre Deportation in das Konzentrationslager Dachau. Etwa 400 von ihnen überlebten das nicht. Am Bahnhof von Penne d'Agenais erinnert heute ein Güterwagen, der „Waggon der Erinnerung“, und daneben ein Mahnmal mit den Namen der 1200 Deportierten an die damaligen Ereignisse.
Überlebende der Deportation gründeten am 19. Mai 1945 die Amicale d'Eysses, um „den Kampfgeist aufrechtzuerhalten, der Eysses unter der Repression zu einer der Festungen des patriotischen Widerstands gemacht hat“. Der erste Kongress der Vereinigung fand am 5. August 1945 in Villeneuve-sur-Lot statt.
Zur Erinnerung an den Aufstand der Widerstandskämpfer im Gefängnis Eysses gibt es heute in Villeneuve mehrere Gedenkorte. Der Aufstand war 2015 auch Gegenstand eines Dokumentarfilms.

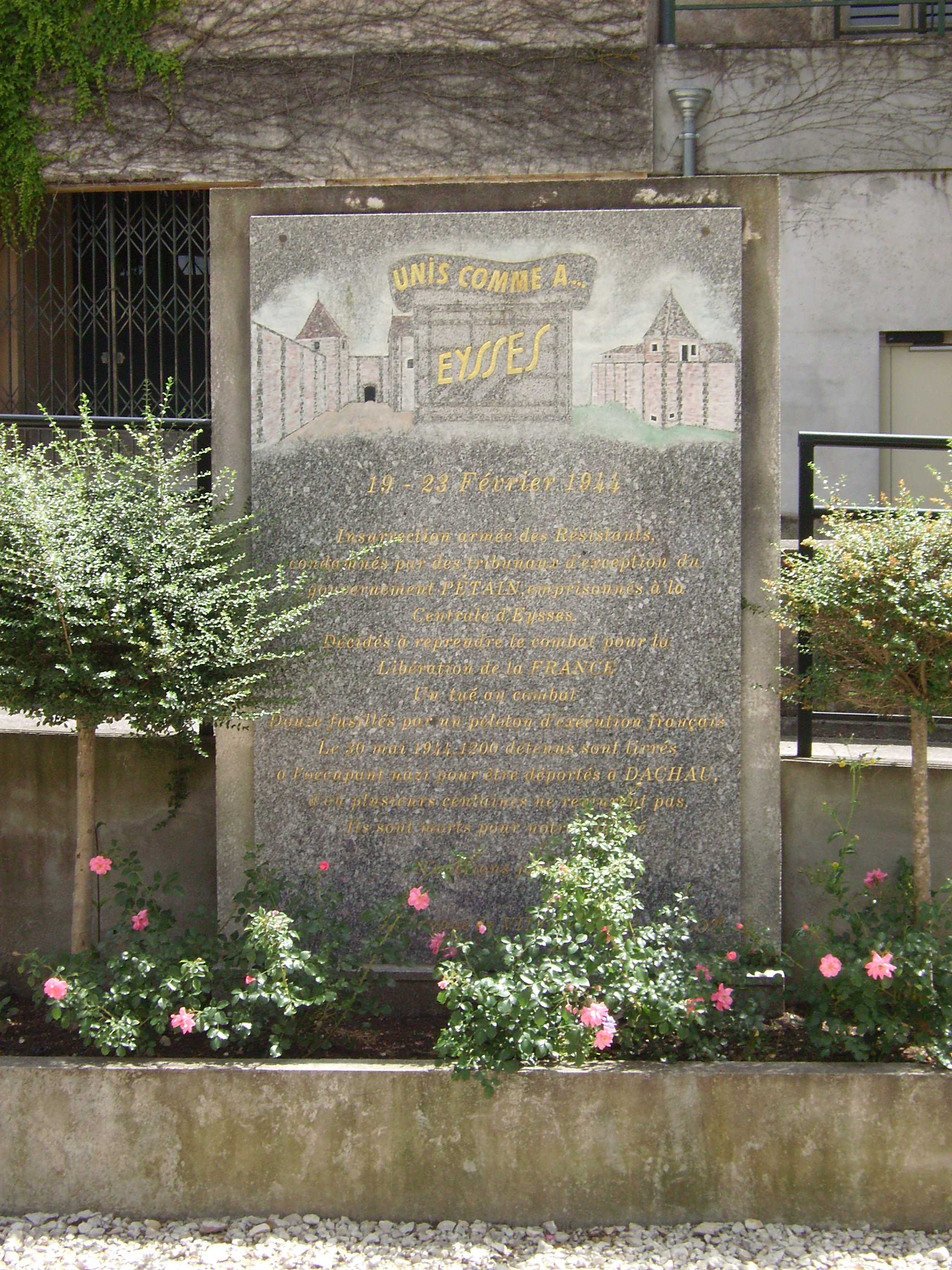
Gedenktafel am Boulevard de la République zur Erinnerung an den Aufstand der politischen Häftlinge am 19. – 23. Februar 1944
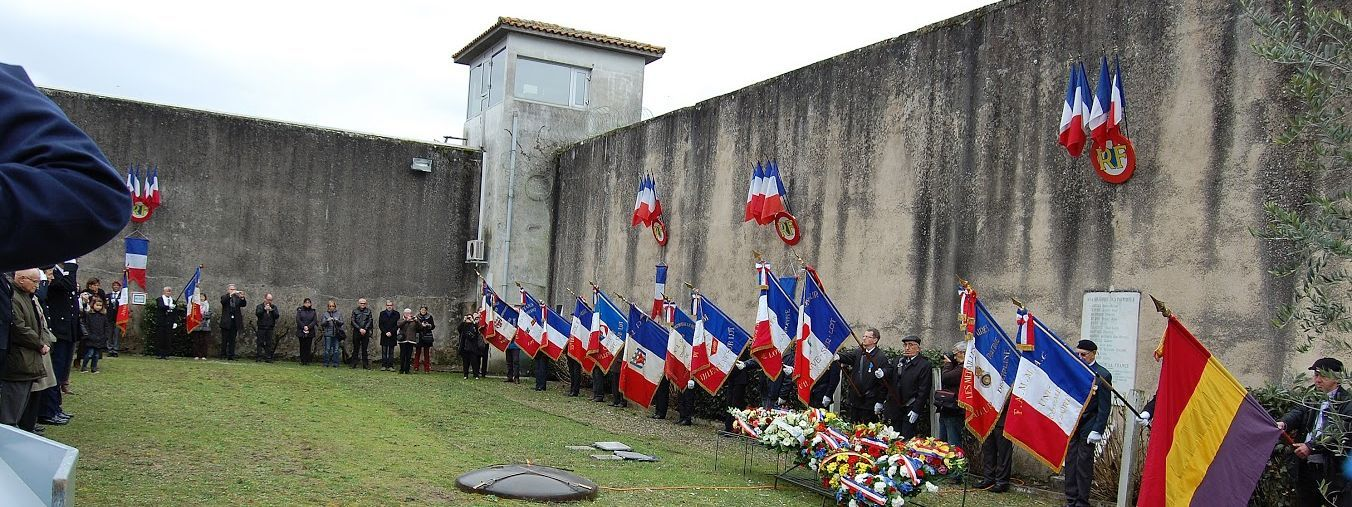
Gedenkveranstaltung an der Mur des Fusillés (Mauer der Erschossenen) auf dem Gelände der Haftanstalt Eysses.
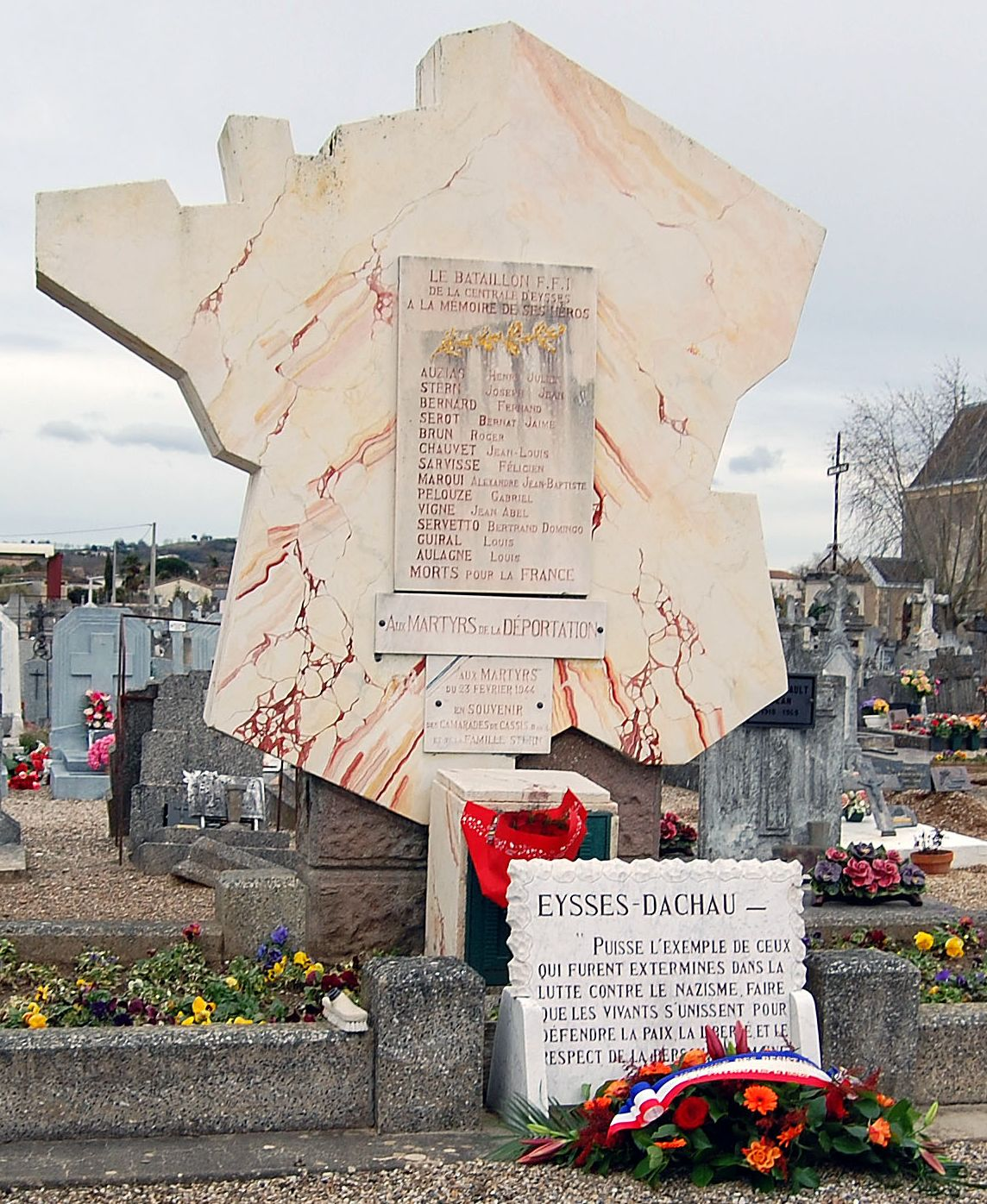
Von der Amicale d'Eysses errichtetes Denkmal auf dem Friedhof Sainte-Catherine in Villeneuve-sur-Lot, wo die zwölf von Eysses Hingerichteten begraben wurden.
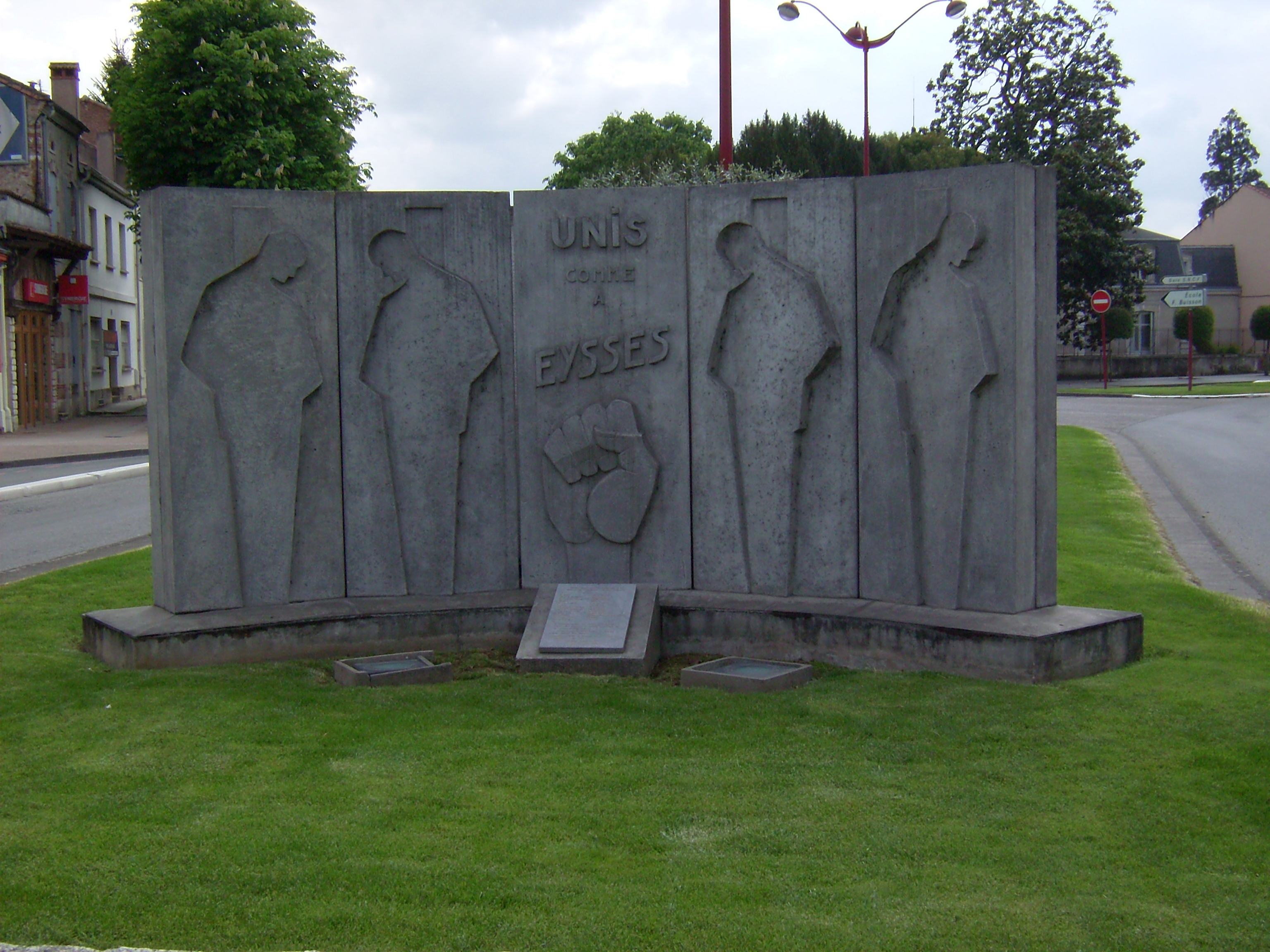
Villeneuve-sur-Lot: Denkmal am Place de la Révolution für die nach dem Aufstand hingerichteten 12 Widerstandskämpfer

In einem Beitrag für die Deutsche Welle berichtete Elizabeth Bryant im Mai 2018 über ein Pilotprojekt, durch das Eysses Ausgangspunkt für die Reform des französischen Strafvollzugssystems werden soll. Das in einem Teil von Eysses unter dem Namen Respekt angesiedelte Projekt soll die soziale Integration der Gefangenen stärken, es ist aber auch Teil der Bemühungen des Staates, die kostspielige Rund-um-die-Uhr-Inhaftierung zu reduzieren und der Überbelegung der französischen Haftanstalten entgegenzuwirken.

### Internierungslager und Haftanstalt Camp de Carrère
Das Camp de Carrère entstand in der Gemarkung von Villeneuve-sur-Lot als eines von fünf Lagern, die ab Ende 1939 geschaffen wurden, um die für den Bau der Schießpulverfabrik Poudrerie nationale de Sainte-Livrade-sur-Lot benötigten Zwangsarbeiter unterzubringen. Nach dem Scheitern des Poudrerie-Projekts in der Folge des Waffenstillstands von Compiègne (1940) wurde das Camp de Carrère 1942 zu einer Dependence des Gefängnisses Eysses, und später entstand auf dem Gelände der inzwischen abgerissene Stadtteil Cité René Rieus.
Spuren des Camps existieren heute keine mehr, und auch seine Lage ist nur schwer zu lokalisieren. Nach einer Karte in der Broschüre Le Camp de Carrère:S. 3 lag es auf relativ kleinem Gelände zwischen dem heutigen Chemin de Bellevue im Westen, die in ihrem nördlichen Teil in den Chemin de Carrère übergeht, und der Rue du Rugby À XV im Osten und damit in der Gemarkung von Pujols. (Lage) In dem ladepeche-Artikel Villeneuve-sur-Lot: Du camp de Carrère à la cité René Rieus heißt es allerdings, die aus dem Lager hervorgegangene spätere Cité René Rieus sei abgerissen worden, um der südlichen Umgehungsstraße von Villeneuve Platz zu machen. Das deutet auf eine erweiterte Ausdehnung nach Norden hin, die über die heutige D 911 hinausreichte. Südlich der D 911 und parallel zu ihr verläuft dort auch noch die Straße Cité René Rieus. (Lage) Dieser Bereich gehört zur Gemarkung von Villeneuve.
Wie seine genaue Lage ist auch die frühe Geschichte des Camp de Carrère unklar. Der CAFI-Webseite ist nur zu entnehmen, dass es das kleinste der ehemaligen Poudrerie-Lager war und nach der Einstellung der Arbeiten an der Poudrerie in die Verwaltung des Justizministeriums des Vichy-Regimes übergegangen sei. In der Broschüre Le Camp de Carrère, in der das Camp durchgängig Villeneuve zugeordnet wird, heißt es, dass aufgrund fehlender Quellen über die Bauphase und die ersten Bewohner keine Informationen vorlägen: „Am Ende bleiben die Nutzung und das Leben des Lagers Carrère zwischen 1940 und 1942 unbekannt.“:S. 2
Belegt ist dann die nächste Phase des Lagers. Es ging im September 1942 von der Baubehörde des Vichy-Regimes in die Zuständigkeit der Strafvollzugsbehörde über und wurde der Haftanstalt Eysses angliederte. Als „Strafvollzugseinrichtung Carrère“ („formation pénitentiaire de Carrère“) wurden hier ab Januar 1943 vor allem Häftlinge mit gesundheitlichen Problemen untergebracht und solche, die unter anderem wegen Waffenbesitzes, Abtreibung und kleineren Diebstählen verurteilt worden waren.:S. 4
Die oben schon erwähnte Entscheidung des Vichy-Regimes vom Oktober 1943, nach der alle politischen Häftlinge der südlichen Zone in Eysses zusammengelegt werden sollten, führte dann auch zu einer neuen Funktionsbestimmung für das Camp de Carrère. Um in Eysses Platz für die politischen Häftlinge zu schaffe, sollten die dort noch inhaftierten gewöhnlichen Strafgefangenen in das Lager Carrère verlegt werden.:S. 4 Inwieweit es dazu kam, ist unklar, denn in der Folge der Trois Glorieuses kamen dann im Dezember vorübergehend die „unbeugsamen Verwaltungsinternierten“ aus Eysses in das Camp de Carrère. Für was das Lager nach deren Abreise nach Sisteron gebraucht wurde, ist unklar. Eine erkennbar neue Funktion erhielt das Camp erst wieder im September 1944.:S. 4
Während der Befreiung Frankreichs kam es weiterhin zu den von Behörden des Vichy-Regimes angeordneten Internierungen. Für das Departement wurde Eysses zum Unterbringungsort bestimmt. Nach einer ersten Überprüfung wurden die Internierten dann von hier aus in das neu geschaffene Centre de Séjour Surveillé (CSS, Zentrum für überwachten Aufenthalt) im Camp de Carrère verlegt, wo sie bis zum Abschluss ihrer Überprüfung durch den Triageausschuss des Comité Départemental de Libération (CDL) verblieben. Das Camp war zu dieser Zeit – und vermutlich schon seit seiner Gründung – eine Einrichtung, die auf die Unterbringung einer großen Anzahl Menschen ausgelegt war.

„Das Lager ist von einem einfachen, von Lampen durchzogenen Stacheldrahtnetz umgeben und verfügt über sechs Wachtürme in den Ecken. Die für 1200 Gefangene vorgesehenen Räumlichkeiten mit einer maximalen Kapazität von 1400 werden erst nach der Befreiung voll genutzt. Im ersten Halbjahr 1945 musste das Lager aufgrund seiner Funktion als Internierungslager verstärkt verteidigt werden, indem die einzelnen Viertel durch ein einfaches Stacheldrahtnetz voneinander getrennt und die Baracken umgebaut wurden. Es wurden ein Viertel für Frauen aus Eysses, die der Kollaboration und der Prostitution verdächtigt wurden, und zwei Isolationsviertel für männliche Internierte eingerichtet. Außerhalb des Geländes befanden sich vier Baracken, in denen das Überwachungs- und Wachpersonal untergebracht war.“

Parallel zur Nutzung des Camp de Carrère als CSS gab es behördeninterne Auseinandersetzungen um die weitere Verwendung des Lagers. Diese führten dann dazu, dass das Camp de Carrère am 19. Juni 1945 vollständig von den Verwaltungsinternierten geräumt wurde. Von Juli 1945 bis zu seiner Schließung im Jahr 1949 wurde das Lager wieder zu einer reinen Nebenstelle von Eysses. Am 31. Januar 1946 wurden mehrere hundert nach bürgerlichem Recht Verurteilte hier eingeliefert, und Ende 1946 folgte aus Eysses eine große Zahl von Verurteilten, die von französischen Sondergerichten abgeurteilt worden waren. Im Juni und dann vor allem Ende September 1947 kam es zu einer Rebellion im Lager, bei der zahlreichen Häftlingen die Flucht gelang. Dies löste eine breite Diskussionen über dessen Sicherheit aus, in deren Folge die Zahl der Gefangenen stetig zurückging.:S. 4
Seit Januar 1946 gab es noch eine weitere Häftlingsgruppe im Camp de Carrère. Bei ihr handelte es sich um Algerier und Marokkaner, die in der 1. französische Armee unter General Jean de Lattre de Tassigny gekämpft und an der Befreiung Frankreichs teilgenommen hatten. Allerdings hatten sie sich während ihres Dienstes in der Armee auch verschiedener Vergehen und Verbrechen schuldig gemacht (z. B. Beleidigung, Körperverletzung, Diebstahl, Vergewaltigung, Rebellion, Desertion und Mord) und wurden deshalb 1945 von einem Militärgericht zu Strafen zwischen 3 und 10 Jahren verurteilt. In zwei Schüben wurden sie am 31. Januar 1946 und am 26. September 1947 im Camp de Carrère inhaftiert. Im Herbst 1947 lebten noch etwa 200 von ihnen im Camp. Obwohl sie unter gesundheitlich prekären Bedingungen im Lager lebten, ihre Taten bereuten und betonten, dass sie sich aus Loyalität gegenüber der Provisorischen Regierung der Französischen Republik nicht an den Lageraufständen im Juni und September beteiligt hätten, wurde ihnen kein Strafnachlass gewährt. Einige blieben bis zu Ende ihrer Haft im Camp, andere wurden am 4. November 1947 in ein Lager in Bandol oder am 17. März 1948 nach Algier verlegt.:S. 14
Bei seiner Schließung bestand das Camp de Carrère aus 18 Baracken, davon 4 zur Unterbringung des Wachpersonals. Letztere blieben im Eigentum des Justizministeriums, als sich die Gemeinde Villeneuve 1950 entschloss, zur Linderung der Wohnungsnot in der Gemeinde den größten Teil des verlassenen Camps zu kaufen. In jeder der Baracken wurden sieben Wohnungen mit Bad und separater Toilette eingerichtet, zusätzlich gab es eine Waschküche und eine Krankenstation. Was als temporärer Notbehelf für bedürftige Familien geplant war, entwickelte sich zu einer langlebigen Einrichtung, die am 29. Juli 1955 zu Ehren des ehemaligen Bürgermeisters von Villeneuve den Namen Cité René-Rieus erhielt.
Die Cité René Rieus, in der um die 50 Familien lebten, war bis Ende der 1990er Jahre ein lebendiger Stadtteil mit einem von den Bewohnern geschätzten sozialen Zusammenhalt.
Ende der 2000er Jahre begann der Abriss der ehemaligen Camp-Gebäude. Sie mussten dem Bau der Südumgehung von Villeneuve weichen. Die letzten Bewohner wurden in verschiedene Viertel von Villeneuve und nach Pujols umgesiedelt. „Für Villeneuve-sur-Lot ist diese Zerstörung von großer symbolischer Bedeutung. Sie schließt nämlich einen ganzen Teil seiner Geschichte ab.“

## Bevölkerungsentwicklung
| Jahr      | 1962   | 1968   | 1975   | 1982   | 1990   | 1999   | 2011   | 2018   |
| Einwohner | 17.295 | 21.682 | 22.307 | 23.045 | 22.782 | 22.782 | 23.232 | 21.915 |

## Sehenswürdigkeiten
- Stadttor von Paris und von Pujols aus dem 13. und 14. Jahrhundert
- Kirche Sainte-Catherine im romano-byzantinischen Stil. Sie wurde Anfang des 20. Jahrhunderts an Stelle der ehemaligen Kirche aus dem 13. Jahrhundert errichtet und enthält bemerkenswerte Kirchenfenster aus der ehemaligen Kirche.
- Kirche Saint-Étienne aus dem 13.–16. Jahrhundert
- Chapelle Notre-Dame-du-bout-du-pont (Marienkapelle am Ende der Brücke) ist frei hängend über dem Fluss Lot errichtet.
- Pont des Cieutats, auch Pont-Vieux (alte Brücke über den Lot) genannt
- Der alte Hauptplatz der Bastide (Place des Cornières)
- Altes Rathaus
- Pont de la Libération, auch Pont-Neuf genannt, seinerzeit größte Brücke aus unbewehrtem Beton
- Staatliches Pferdegestüt

## Städtepartnerschaften
- Ávila in der spanischen Region Kastilien-León, seit 1984
- Bouaké in der Elfenbeinküste, seit 1957
- Neustadt bei Coburg in Bayern
- San Donà di Piave in der italienischen Region Venetien
- Troon in Schottland, seit 1987

## Persönlichkeiten
- Georges Leygues (1857–1933 in Saint-Cloud), Politiker und Staatsmann
- Alain Chenciner (* 1943), Mathematiker
- Frédéric Hufnagel (* 1960), Basketballspieler
- Julien Mazet (* 1981), Radrennfahrer
- Carl Naibo (* 1982), Radrennfahrer
- Lamine Sané (* 1987), Fußballspieler
- Gabriel Tual (* 1998), Mittelstreckenläufer
- Anthony Rouault (* 2001), Fußballspieler